# 인천아시아드주경기장
인천아시아드주경기장(仁川아시아드主競技場, Incheon Asiad Main Stadium)은 대한민국 인천광역시에 있는 스포츠 시설이다. 2014년 아시안 게임의 주경기장으로 사용되었고, 천연잔디 필드와 우레탄 트랙이 갖춰져 있는 다목적경기장이다.
2010년, 송영길 인천광역시장이 시 재정 악화 사유를 들어 건축 재검토 의사를 밝히기도 했으나 서구 지역 주민들의 반대 의견이 거셌고 인천지역 균형 발전이 이루어져야 한다는 여론에 힘입어 원안보다 1만 석 정도 축소된 규모로 2014년 5월 7일 준공식을 가졌다. 준공식에는 5000여 명의 인천시민이 참석해 그 중 2014명이 테이프 커팅식에 참석했다.
이 경기장 주변에는 인천 도시철도 2호선 아시아드경기장역이 있다.

## 갤러리

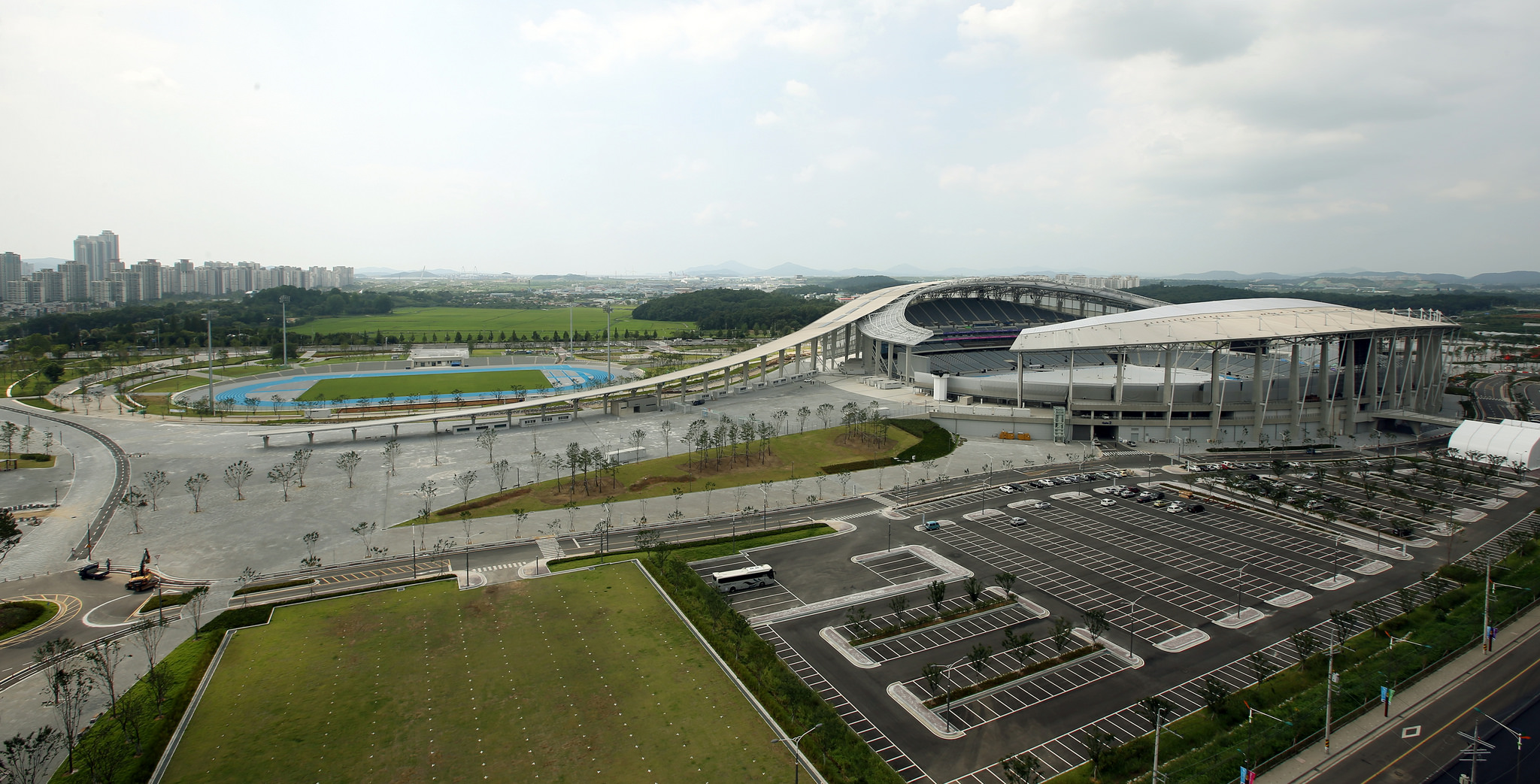
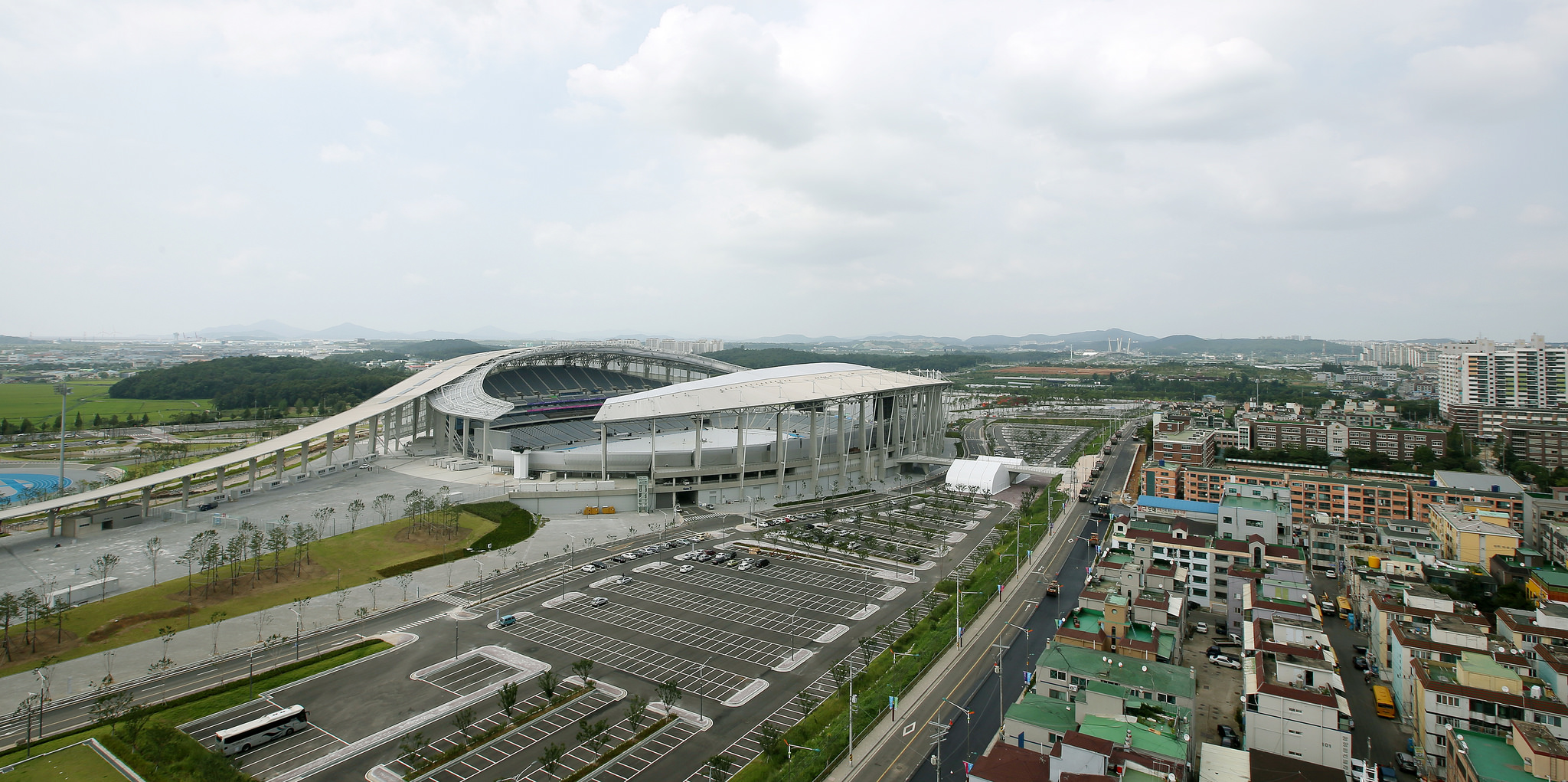
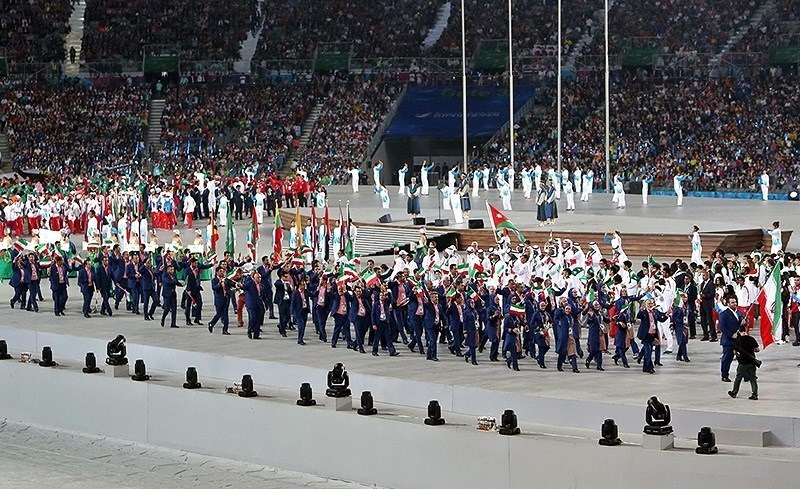
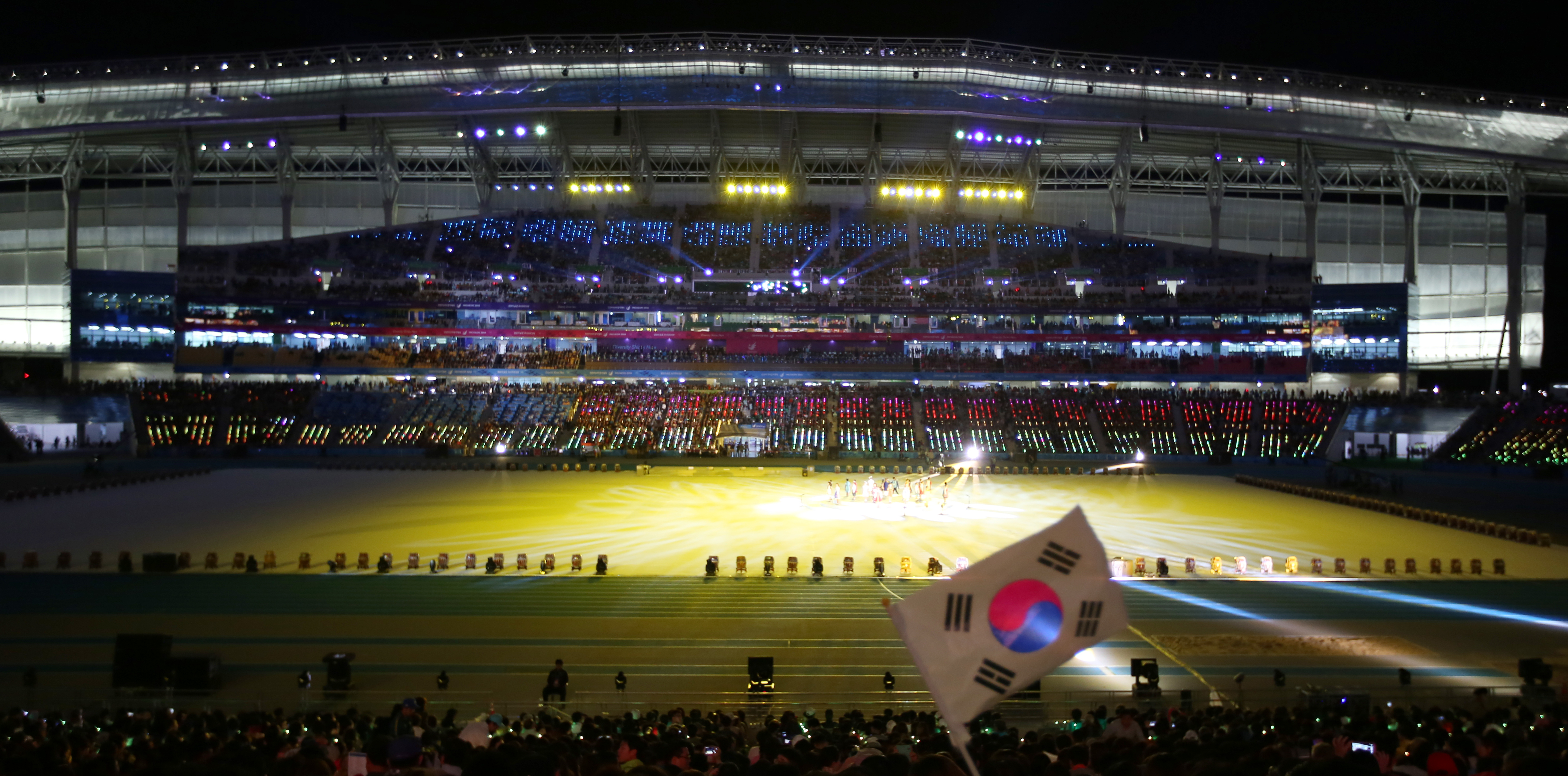

## 참고 문헌
- 〈인천아시아드주경기장〉. 《두피디아》. 두산.
- 《전국 공공체육 시설 현황 (2017년말 기준)》. 대한민국 문화체육관광부. 2019.
- 《2019년 전국 공공체육시설 현황 (2018년말 기준)》. 대한민국 문화체육관광부. 2020.
- 《2020년 전국 공공체육시설 현황 (2019년말 기준)》. 대한민국 문화체육관광부. 2021.
- 《2022년 전국 공공체육시설 현황 (2021년말 기준)》. 대한민국 문화체육관광부. 2023.
- 《2023 전국 공공체육시설 현황 (2022년 12월말 기준)》. 대한민국 문화체육관광부. 2024.

## 같이 보기
- 인천아시아드보조경기장
- 2014년 아시안 게임
- 열우물경기장